# Doris Schretzmayer
Doris Schretzmayer (Tulln an der Donau, 31 maggio 1972) è un'attrice austriaca.
Tra grande e - soprattutto - piccolo schermo, è apparsa in oltre una sessantina di differenti produzioni, a partire i degli anni novanta.  Tra i suoi ruoli più noti, figurano quelli nella serie televisiva I misteri di Mondsee (Die Neue - Eine Frau mit Kaliber), nel film Gruber geht, ecc.; è apparsa inoltre in vari film TV e, come guest-star in varie serie televisive.

## Biografia

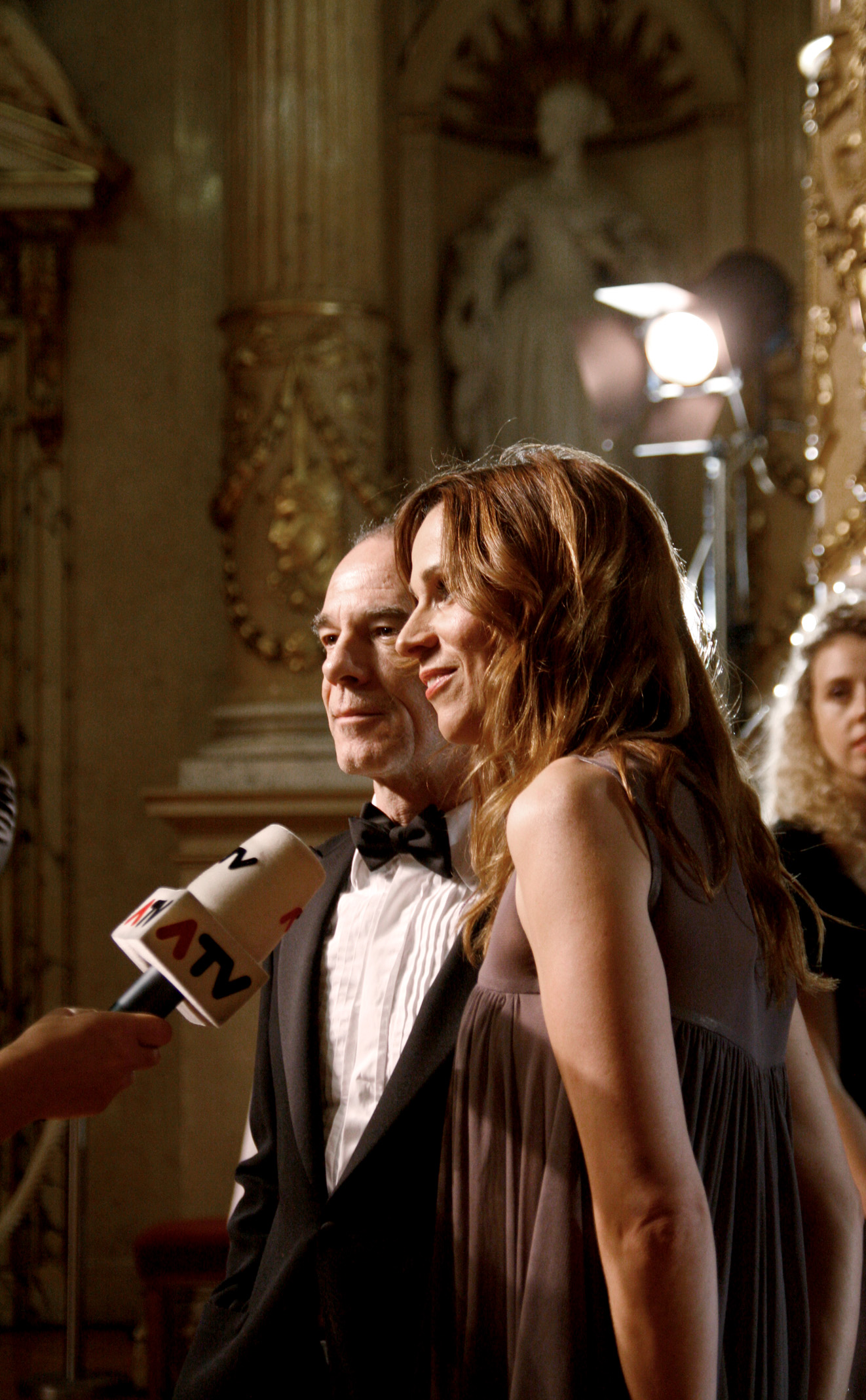
Doris Schretzmayer assieme al collega Martin Wuttke al Burgtheater di Vienna in occasione del conferimento del premio teatrale Nestroy nel 2010

Doris Schretzmayer nasce a Tulln an der Donau, in Bassa Austria, il 31 maggio 1972.
Nel 1998, è protagonista, nel ruolo di Lisa Engel, della serie televisiva I misteri di Mondsee (Die Neue - Eine Frau mit Kaliber).
Nel 2014, è tra i protagonisti, al fianco di Manuel Rubey e Bernadette Heerwagen, del film diretto da Marie Kreutzer Gruber geht, dove interpreta il ruolo di Kathi.  Questo ruolo le vale una nomination come miglior attrice al Premio Romy nel 2015.

## Filmografia

### Cinema
- Fink fährt ab, regia di Harald Sikeritz (1999)
- Ternitz, Tennessee, regia di Mirjam Unger (2000)
- Cosa fare in caso di incendio?, regia di Gregor Schnitzler (2001)
- Die ganze Nacht - cortometraggio (2002)
- Besser geht's noch! - cortometraggio (2002)
- Halbe Miete (2002)
- Eierdiebe (2003)
- Stadt als Beute (2005)
- Bum-Bum - cortomettaggio (2006)
- Die Vaterlosen, regia di Marie Kreutzer (2011)
- Spanien (2011)
- Gruber geht, regia di Marie Kreutzer (2014)
- Die dunkle Seite des Mondes (2015)
- Solness (2015)
- Was hat uns bloß so ruiniert (2016)
- Die Migrantigen (2016)

### Televisione
- Freunde fürs Leben - serie TV (1992)
- Tatort - serie TV, episodio 01x338 (1996)
- Kaisermühlen Blues - serie TV, episodio 04x02 (1996)
- Vergewaltigt - Das Ende einer Liebe - film TV, regia di Susanne Zanke (1998)
- I misteri di Mondsee (Die Neue - Eine Frau mit Kaliber) - serie TV, 14 episodi (1998-1999)
- Der Erlkönig - Auf der Jagd nach dem Auto von morgen - film TV (1999)
- Polizeiruf 110 - serie TV, episodio 28x07 (1999)
- Der Bulle von Tölz - serie TV, episodio 01x22 (1999)
- Rosamunde Pilcher - Möwen im Wind - film TV (1999)
- Die Todeswelle - Eine Stadt in Angst - film TV (2000)
- SOKO 5113 - serie TV, episodio 19x12 (2000)
- Die Verbrechen des Professor Capellari - serie TV, episodio 01x06 (2000)
- Victor, l'angelo custode - serie TV, episodio 01x01 (2001)
- Die Kumpel - serie TV, episodio 01x01 (2001)
- Das verräterische Collier - film TV (2002)
- Wolff - Un poliziotto a Berlino - serie TV, episodio 11x01 (2002)
- Il commissario Zorn - serie TV, episodi 02x05-03x05 (2002-2003)
- Denninger - Der Mallorcakrimi - serie TV, episodio 01x05 (2003)
- L'uomo impossibile - serie TV, episodio 01x02 (2003)
- Antonia 2: Lacrime in paradiso - film TV (2003)
- Broti & Pacek - irgendwas ist immer - serie TV, episodio 02x11 (2003)
- Il commissario Rex - serie TV, episodio 09x06 (2004)
- Die Rosenheim-Cops - serie TV, episodio 03x04 (2004)
- Der letzte Zeuge - serie TV, episodio 06x03 (2004)
- Abschnitt 40 - serie TV, episodio 03x01 (2005)
- Agathe kann's nicht lassen - serie TV, episodio 01x02 (2005)
- Familie Sonnenfeld - serie TV, episodi 01x02-01x03 (2006)
- Balko - serie TV, episodio 08x04 (2006)
- Rosa Roth - serie TV, episodio 01x21 (2006)
- Squadra Speciale Cobra 11 - serie TV, episodio 09x02 (2006)
- Die Ohrfeige - film TV (2006)
- Im Namen des Gesetzes - serie TV, episodio 11x02 (2006)
- Polly Adler - serie TV, episodio 01x03 (2008)
- Tom Turbo - serie TV, 1 episodio  (2009)
- Detektiv wider Willen - film TV (2009)
- Kottan ermittelt: Rabengasse 3a - film TV (2009)
- Jeder Mensch braucht ein Geheimnis - film TV (2010)
- Die Zeit der Kraniche - film TV (2010)
- Richard Brock: Sulle tracce del male - film TV (2010)
- Last Cop - L'ultimo sbirro - serie TV, episodio 02x13 (2011)
- Braunschlag - serie TV, episodi 01x06-01x07 (2012)
- Lost & Found - film TV (2013)
- Die Bergretter - serie TV, episodio 05x03 (2013)
- Die Kraft, die Du mir gibst - film TV (2014)
- Die Toten vom Bodensee - film TV (2014)
- Die Toten vom Bodensee: Familiengeheimnis - film TV (2015)
- Marie Brand und die rastlosen Seelen - film TV (2016)
- Landkrimi: Höhenstrasse - film TV (2016)

## Premi e nomination
- 2015: Nomination come miglior attrice al Premio Romy per Gruber geht

## Doppiatrici italiane
- Sonia Mazza ne I misteri di Mondsee[2]